# راه‌راه‌خدنگ
راه‌راه‌خدنگ (نام علمی: Mungos) نام یک سرده از تیره خدنگ است.

## گونه‌ها
- خدنگ نواری, Mungos mungo
- خدنگ گامبیا, Mungos gambianus